# Каскабулак (Таласький район)
Каскабула́к (каз. Қасқабұлақ) — село у складі Таласького району Жамбильської області Казахстану. Адміністративний центр та єдиний населений пункт Каскабулацького сільського округу.
Населення — 963 особи (2021; 950 у 2009, 933 у 1999, 1401 у 1989).